# Espangraben (Buxbach)
Der Espangraben ist ein rechter Zufluss des Buxbachs bei Pfofeld im mittelfränkischen Landkreis Weißenburg-Gunzenhausen.

## Verlauf
Der Espangraben entspringt auf einer Höhe von 419 m ü. NHN nordöstlich von Thannhausen und nördlich der Staatsstraße 2222. Er fließt beständig in nordöstliche Richtung und speist einen kleinen Weiher. Der Espangraben mündet nach einem Lauf von rund einem Kilometer auf einer Höhe von 403 m ü. NHN westlich von Veitserlbach (Gemeinde Pleinfeld) von rechts in den Buxbach. Der Espangraben durchquert während seines gesamten Verlaufs eine weite Offenlandschaft.